# Dipsastraea danai
Espèce
Dipsastraea danai est une espèce de coraux appartenant à la famille des Merulinidae.